# غاستون بيرجي
غاستون بيرجي (بالفرنسية: Gaston Berger)‏ هو فيلسوف فرنسي، ولد في 1 أكتوبر 1896 في سانت لويس في السنغال، وتوفي في 13 نوفمبر 1960 في لوجيمو في فرنسا بسبب حادث مرور.